# Ann-Katrin Hatje
Ann-Katrin Hatje, född 10 september 1944 i Stockholm, är en svensk historiker.
Hatje, som är dotter till direktör Heinrich Hatje och sjuksköterskan Karin Julin, blev filosofie kandidat vid Stockholms universitet 1967, filosofie licentiat 1973 och filosofie doktor 1974. Hon var forskningsassistent 1969–1973, amanuens vid Stockholms stadsarkiv 1973–1974, blev amanuens och arkivarie vid Riksarkivet 1974, förste arkivarie där och chef för Sveriges pressarkiv i Riksarkivet 1978 och sedermera professor i historia vid Umeå universitet. Hon har varit fackligt aktiv, bland annat klubbordförande på Riksarkivet 1978–1985, och politisk sekreterare för Stockholmspartiet.